# Panipat Taraf Rajputan
Panipat Taraf Rajputan è una suddivisione dell'India, classificata come census town, di 18.806 abitanti, situata nel distretto di Panipat, nello stato federato dell'Haryana. In base al numero di abitanti la città rientra nella classe 
IV (da 10.000 a 19.999 persone).

## Geografia fisica
La città è situata a 29° 21' 57 N e 76° 57' 13 E.

## Società

### Evoluzione demografica
Al censimento del 2001 la popolazione di Panipat Taraf Rajputan assommava a 18.806 persone, delle quali 10.927 maschi e 7.879 femmine. I bambini di età inferiore o uguale ai sei anni assommavano a 3.299, dei quali 1.818 maschi e 1.481 femmine. Infine, coloro che erano in grado di saper almeno leggere e scrivere erano 9.112, dei quali 6.330 maschi e 2.782 femmine.